# ادینسون کاوانی
ادیسون روبرتو کاوانی گومز (به اسپانیایی: Edinson Roberto Cavani Gómez)(زاده  فوریه ۱۹۸۷) بازیکن فوتبال اهل اروگوئه است که برای باشگاه بوکا جونیورز بازی می‌کند.

## عملکرد باشگاهی
کاوانی کار خود را با بازی در دانوبیو در مونته‌ویدئو آغاز کرد، جایی که دو سال در آن بازی کرد، قبل از اینکه در سال ۲۰۰۷ به تیم پالرمو برود. او چهار فصل را در این باشگاه گذراند و در ۱۰۹ حضور در لیگ ۳۴ گل به ثمر رساند. در سال ۲۰۱۰، کاوانی با ناپولی قرارداد امضا کرد که قبل از خرید با مبلغی کل ۱۷ میلیون یورو، او را با یک قرارداد اولیه قرضی امضا کرد. کاوانی در فصل ۲۰۱۱–۲۰۱۰، سری آ با زدن ۲۶ گل در ۳۵ بازی بعد از آنتونیو دی ناتاله، مهاجم اودینزه که ۲۸ گل در آن فصل زده بود، در جایگاه دوم بهترین گلزن فصل قرار گرفت. در فصل ۲۰۱۲–۲۰۱۱، او اولین افتخار باشگاهی خود یعنی کوپا ایتالیا را به دست آورد که در آن با پنج گل بهترین گلزن بود. کاوانی با ناپولی در دو فصل اول هر کدام ۳۳ گل به ثمر رساند و در سومین فصل ۳۸ گل به ثمر رساند و در آنجا نیز با ۲۹ گل لیگ به عنوان بهترین گلزن سری آ به پایان رسید.
در ۱۶ ژوئیه ۲۰۱۳، کاوانی با مبلغ ۶۴ میلیون یورو به پاری سن-ژرمن منتقل شد که گران‌ترین خرید در تاریخ فوتبال فرانسه به حساب می‌آید. در ژانویه ۲۰۱۸، او با ۱۵۷ گل خود بهترین گلزن تاریخ باشگاه شد. کاوانی با پاریس سن-ژرمن شش قهرمانی لیگ ۱، پنج قهرمانی جام حذفی فرانسه و شش قهرمانی سوپر جام فرانسه را به دست آورد. وی به عنوان بهترین بازیکن لیگ ۱ در فصل ۱۷–۲۰۱۶ انتخاب شد و بهترین گلزن لیگ در فصل ۱۷–۲۰۱۶ و ۱۸–۲۰۱۷ بود. وی در نقل انتقالات زمستان ۲۰۱۹ در آستانه جدایی از پاریس سن-ژرمن بود چراکه از اتلتیکو مادرید پیشنهاد داشت و خودش هم تمایل داشت ولی نهایت این انتقال رخ نداد. کاوانی که بعد از جدایی از پاری سن-ژرمن در پایان فصل ۲۰–۲۰۱۹ لیگ فرانسه، بازیکن آزاد بود، قراردادی یک ساله با منچستر یونایتد امضا کرد.

## عملکرد ملی
کاوانی در اولین بازی خود در اروگوئه مقابل کلمبیا در ۶ فوریه ۲۰۰۸ گلزنی کرد و از آن زمان تاکنون ۱۳۶ بازی ملی به دست آورده و ۵۸ گل بین‌المللی به ثمر رسانده‌است یعنی فقط کمتر از هم‌تیمی‌اش از لوئیس سوارز در بین ملی پوشان اروگوئه‌ای. او در هشت تورنمنت مهم بین‌المللی شرکت کرده‌است از جمله جام جهانی ۲۰۱۰، کوپا آمریکا ۲۰۱۱، جام کنفدراسیون‌ها ۲۰۱۳، جام جهانی ۲۰۱۴، کوپا آمریکا ۲۰۱۵، کوپا آمریکا سنتناریو، جام جهانی ۲۰۱۸ و کوپا آمریکا ۲۰۱۹. او یک بار در جام جهانی ۲۰۱۰ گلزنی کرد تا به اروگوئه برای رسیدن به مقام چهارم مسابقات کمک کند و در سال ۲۰۱۱ نیز بخشی از تیم اروگوئه بود تا رکورد کسب پانزدهمین عنوان قهرمانی کوپا آمریکا را برای اروگوئه به دست آورد. وی با ۱۰ گل به عنوان بهترین گلزن مرحله مقدماتی (آمریکای جنوبی) جام جهانی ۲۰۱۸ به پایان رسید هم‌چنین برای تیم ملی اروگوئه تاکنون ۱۳۶ بازی انجام داده و ۵۸ گل به ثمر رسانده‌است و با این تیم به مقام چهارمی جام جهانی فوتبال ۲۰۱۰ دست یافته‌است.

### ملی
خطای لوآ: bad argument #1 to 'killMarkers' (string expected, got number). تا تاریخ ۲ دسامبر ۲۰۲۲
| سال   | بازی | گل |
| ----- | ---- | -- |
| ۲۰۰۸  | ۴    | ۱  |
| ۲۰۰۹  | ۸    | ۰  |
| ۲۰۱۰  | ۱۲   | ۷  |
| ۲۰۱۱  | ۱۲   | ۲  |
| ۲۰۱۲  | ۹    | ۳  |
| ۲۰۱۳  | ۱۵   | ۷  |
| ۲۰۱۴  | ۱۰   | ۴  |
| ۲۰۱۵  | ۸    | ۴  |
| ۲۰۱۶  | ۱۱   | ۹  |
| ۲۰۱۷  | ۹    | ۳  |
| ۲۰۱۸  | ۱۱   | ۶  |
| ۲۰۱۹  | ۷    | ۴  |
| ۲۰۲۰  | ۲    | ۱  |
| ۲۰۲۱  | ۸    | ۲  |
| ۲۰۲۲  | ۱۰   | ۵  |
| مجموع | ۱۳۶  | ۵۸ |

## افتخارات

### ناپولی
- کوپا ایتالیا: ۲۰۱۲–۲۰۱۳

### پاری سن-ژرمن
- لیگ ۱ (۶): ۲۰۱۳–۲۰۱۴، ۲۰۱۴–۲۰۱۵، ۲۰۱۵–۲۰۱۶، ۲۰۱۷–۲۰۱۸، ۲۰۱۸–۲۰۱۹، ۲۰۱۹–۲۰۲۰
- جام حذفی فوتبال فرانسه (۵): ۲۰۱۵–۲۰۱۴، ۲۰۱۶–۲۰۱۵، ۲۰۱۷–۲۰۱۶، ۲۰۱۸–۲۰۱۷، ۲۰۲۰–۲۰۱۹
- جام اتحادیه باشگاه‌های فرانسه (۶): ۲۰۱۴–۲۰۱۳، ۲۰۱۵–۲۰۱۴، ۲۰۱۶–۲۰۱۵، ۲۰۱۷–۲۰۱۶، ۲۰۱۸–۲۰۱۷، ۲۰۲۰–۲۰۱۹
- سوپر جام فوتبال فرانسه (۶): ۲۰۱۴، ۲۰۱۵، ۲۰۱۶، ۲۰۱۷، ۲۰۱۸، ۲۰۱۹

### منچستر یونایتد
- لیگ اروپا: ۲۰۲۱-۲۰۲۲

### اروگوئه
- کوپا آمریکا: ۲۰۱۱
- رده چهارم جام جهانی فوتبال: ۲۰۱۰
- رده چهارم جام کنفدراسیون‌ها: ۲۰۱۳
- برد در مصاف های حساس برزیل و اذژانتین در 2022